# Уртуйське сільське поселення
Урту́йське сільське поселення (рос. Уртуйское сельское поселение) — сільське поселення у складі Олов'яннинського району Забайкальського краю Росії.
Адміністративний центр — селище Уртуйський.

## Історія
Станом на 2002 рік існував Уртуйський сільський округ (селища Бирка, Маяк, Уртуйський), пізніше селище Маяк було передане до складу Мирнинського сільського поселення.

## Населення
Населення сільського поселення становить 740 осіб (2019; 1000 у 2010, 1091 у 2002).

## Склад
До складу сільського поселення входять:
| Населений пункт    | Населення, осіб (2002) | Населення, осіб (2010) |
| ------------------ | ---------------------- | ---------------------- |
| Бирка, селище      | 431                    | 448                    |
| Уртуйський, селище | 660                    | 552                    |